# Гончаров, Юрий Михайлович (историк)
Ю́рий Миха́йлович Гончаро́в (род. 1968) — российский историк, доктор исторических наук, профессор кафедры отечественной истории Алтайского государственного университета. Исследования по истории предпринимательства, сословного строя, семьи, быта, городской жизни Сибири и Алтая XVII — начала XX века.

## Биография
Родился 10 июня 1968 года в с. Красногорское (бывшее с. Старая Барда) Красногорского района Алтайского края.
В 1992 году с отличием окончил исторический факультет Алтайского государственного университета.
В 1997 году защитил кандидатскую диссертацию на тему: «Купеческая семья Сибири второй половины XIX — начала XX в. (по материалам компьютерной базы данных купеческих семей Томской губернии)».
В 2003 году защитил в Томском государственном университете докторскую диссертацию на тему: «Городская семья Сибири второй половины XIX — начала XX в.».
В 2000 году получил звание доцента, в 2005 — профессора.
С 2005 года профессор кафедры Отечественной истории АлтГУ.
В 2005 и 2006 годах стажировался в Институте истории Общества Макса Планка (г. Геттинген, Германия).
В 2007 и 2008 годах на курсах повышения квалификации преподавал в Ховдском университете (г. Ховд, Монголия).
В 2015 году стажировался в музее «Яд Вашем» (г. Иерусалим, Израиль).
Член 3 докторских диссертационных советов по историческим наукам и искусствоведению при АлтГУ и ИИ СО РАН.
Под руководством Ю. М. Гончарова подготовлено 11 кандидатских диссертаций, трижды был научным консультантом докторских диссертаций.

## Награды
- Лауреат премии Европейской Академии для молодых ученых СНГ (1999).
- Лауреат медали Российской академии наук с премией для молодых ученых (1999).
- Указом президента РФ присвоено звание «Лауреат государственной премии РФ для молодых ученых за выдающиеся достижения в области науки и техники» (2002).
- Лауреат гуманитарной премии Алтайского Демидовского фонда в номинации «история» (2004).
- Лауреат премии Алтайского края в области науки и техники (2012).
- Почётная грамота Министерства образования и науки РФ (2012).
- Победитель краевого конкурса «Интеллектуальный капитал Алтая» в номинации «Профессор года» по направлению «Гуманитарные науки» (2015).
- Указом президента Республики Казахстан награждён медалью «20 лет Ассамблеи народа Казахстана» (2016).
- Союзом промышленников Алтая награждён медалью имени Акинфия Демидова (2016).
- Российской Академией естествознания присвоено почетное звание «Основатель научной школы» (2017)
- Почётный работник сферы образования Российской Федерации (2018)

## Основные публикации
Книги
- Скубневский В. А., Старцев А. В., Гончаров Ю. М. Предприниматели Алтая. 1861—1917 гг.: Энциклопедия. Барнаул: Демидовский фонд, 1996. 112 с., ил.
- Купеческая семья второй половины XIX — начала XX в. (по материалам компьютерной базы данных купеческих семей Западной Сибири). М.: Институт этнологии и антропологии РАН, 1999. 244 с.;
- Старцев А. В., Гончаров Ю. М. История предпринимательства в Сибири (XVII — начало XX в.): Учебное пособие. Барнаул: Изд-во Алт. ун-та, 1999. — 215 с.
  - Старцев А. В., Гончаров Ю. М. Предпринимательство в Сибири: исторический опыт (XVII — начало XX вв.). — Барнаул: Азбука, 2014.
- Скубневский В. А., Старцев А. В., Гончаров Ю. М. Купечество Алтая второй половины XIX — начала XX в. Барнаул: Изд-во Алт. ун-та, 2001. — 240 с.;
- Городская семья Сибири второй половины XIX — начала XX в. Барнаул: Изд-во Алт. ун-та, 2002. — 384 с.
- Скубневский В. А., Гончаров Ю. М. Города Сибири во второй половине XIX — начала XX в. Ч. I: Население, экономика. Барнаул: Изд-во АГУ, 2003. — 360 с.
- Гончаров Ю. М., Чутчев В. С. Мещанское сословие Западной Сибири второй половины XIX — начала XX в. Барнаул: Аз Бука, 2004. — 206 с.
- Очерки истории городского быта дореволюционной Сибири (середина XIX — начало XX в.). Новосибирск: ИД «Сова», 2004. — 358 с.
- Очерки истории еврейских общин Западной Сибири (XIX — начало XX в.). Барнаул: Аз Бука, 2005. — 108 с.
- Гончаров Ю. М., Ивонин А. Р. Очерки истории города Тары конца XVI — начала XX вв. Барнаул: Аз Бука, 2006. — 188 с.
- Скубневский В. А., Гончаров Ю. М. Города Западной Сибири во второй половине XIX — начале XX в. Население. Экономика. Застройка и благоустройство. Барнаул: Аз Бука, 2007. — 292 с.
- Женщины Сибири XIX — начала XX в.: Библиографический указатель. Барнаул: Концепт, 2008. — 70 с.
- Гончаров Ю. М., Литягина А. В. Очерки истории города Бийска (вторая половина XIX — начало XX в.). Барнаул: Азбука, 2009. — 276 с.
- Старцев А. В., Гончаров Ю. М. Предпринимательство в Сибири: исторический опыт (XVII — начало XX вв.): Учебное пособие. Барнаул: Азбука, 2010. — 214 с.
- Повседневная жизнь горожан Сибири во второй половине XIX — начале XX в. — Барнаул: Азбука, 2012.
  - Очерки повседневной жизни горожан Сибири второй половины XIX — начала XX в. Барнаул: Изд-во Алт. ун-та, 2014. — 348 с.
- Никишина Н. В., Гончаров Ю. М. Семья горнозаводского населения Алтая второй половины XVIII — первой половины XIX века. Барнаул: АЗБУКА, 2012. — 186 с.
- Еврейские общины Западной Сибири (XIX — начало XX в.). Барнаул: Азбука, 2013. — 174 с.
- Гончаров Ю. М., Шереметьев О. В. Политология: учебное пособие. Барнаул: Изд-во АлтГТУ, 2016. — 119 с.
- Гончаров Ю. М., Колупаев Д. В. Основы социального государства: учебное пособие. Барнаул: Изд-во АлтГТУ, 2018. — 129 с.

Статьи
- Skubnevskii V. A., Goncharov Iu. M. Siberian merchants in the latter half of the nineteenth century // Sibirica. Vol. 2. N 1. London, 2002. P. 21-42.
- Женщины фронтира: Сибирячки в региональном социуме середины XIX — начала XX в. // Социальная история: Ежегодник, 2003. М.: РОССПЭН, 2003. С. 324—341.
- Polska rodzina na Syberii w połowine XIX i na początku XX wieku // Zesłaniec. № 29. 2007. S. 33-48.
- Историческое развитие семьи в России в XVII — начале XX в. // RESIOHAG. 2012. Vol. 2. — Chonbok University (Южная Корея).
- Нижние чины Российской армии в региональном социуме Сибири второй половины XIX — начала XX в.: мировоззрение, бытовая культура и традиции // Известия Иркутского государственного университета. Серия: История. 2017. Т. 21. С. 89-95

## Библиографии
Юрий Михайлович Гончаров: Биобиблиографический указатель / Сост. В.С. Олейник. Барнаул: «Азбука», 2008. 46 с.
Юрий Михайлович Гончаров: Биобиблиографический указатель / Сост. В.А. Скубневский, Ю.М. Гончаров. Барнаул: «Азбука», 2018. 72 с.